# Eudarcia cocosensis
Eudarcia cocosensis is een vlinder uit de familie van de Meessiidae. Deze soort is voor het eerst wetenschappelijk beschreven als Protodarcia cocosensis door Donald Ray Davis in een publicatie uit 1994.
De soort komt voor in Costa Rica.